# Colloredo di Monte Albano
Colloredo di Monte Albano (tiếng Friulia: Colorêt di Montalban) là một đô thị ở tỉnh Udine trong vùng Friuli-Venezia Giulia thuộc Ý, có cự ly khoảng 80 km về phía tây bắc của Trieste và khoảng 14 km về phía tây bắc của Udine.
Colloredo di Monte Albano giáp các đô thị: Buja, Cassacco, Fagagna, Majano, Moruzzo, Pagnacco, Rive d'Arcano, Treppo Grande, Tricesimo.
Nhà văn thế kỷ 19 Ippolito Nievo đã sống và sáng tác các tiểu thuyết của mình tại lâu đài Colloredo.